# Jacob Fatu
Jacob Samuel Fatu (San Francisco (California)18 de abril de 1992) es un luchador profesional estadounidense que actualmente trabaja para la WWE en la marca SmackDown donde es miembro de The Bloodline y de la familia Anoaʻi. 
Fatu ha sido una vez campeón mundial tras ser una vez Campeón Mundial Peso Pesado de la MLW.

## Carrera

### Carrera temprana
Jacob Fatu fue entrenado por su tío, Rikishi. Su padre es Sam Fatu, quien compitió en la World Wrestling Federation como Tama y The Tonga Kid. Umaga era su tío, y The Usos son sus primos.
Debutó en 2012, en un esfuerzo ganador junto con su pariente, Black Pearl. Pasó la mayor parte del 2013 hasta el 2015 compitiendo en California por promociones independientes, a menudo en equipo con otros miembros de la familia Anoa'i. En 2018 hizo su primer viaje a México para The Crash en un partido de tríos, perdiendo ante Octagón y Blue Demon Jr.

### Major League Wrestling (2019-2024)
En 2019, firmó con Major League Wrestling, uniéndose a sus parientes Samu y su hijo, Lance Anoa'i . Fatu debutó para MLW en su evento SuperFight de febrero de 2019, junto a su compañero de equipo de etiqueta frecuente Josef Samael. Sin embargo, este partido no se emitirá en Fusion. El dúo de Fatu y Josef luego debutarían en Fusion el 2 de marzo de 2019, formando la unidad estable Contra Contra con Simon Gotch. Debutaron atacando al campeón mundial de peso pesado de MLW, Tom Lawlor, luego de su combate de jaula contra Low Ki. La semana siguiente, The Contra Unit atacó a Ace Romero durante su partido con Gotch.
El 1 de febrero de 2024, Rikishi anunció que Fatu ahora era agente libre, poniendo fin a su mandato de cinco años en la compañía con informes que lo vinculaban tanto con WWE, All Elite Wrestling (AEW) y Total Nonstop Action Wrestling (TNA). El 3 de febrero de 2024, Fatu luchó en su último combate para MLW en una derrota contra Yuji Nagata.

### New Japan Pro-Wrestling (2024)
El 13 de enero de 2024, en Battle in the Valley, Fatu hizo su debut en New Japan Pro-Wrestling formando equipo con Shota Umino y Fred Rosser, en un esfuerzo ganador contra Team Filthy (Tom Lawlor y West Coast Wrecking Crew (Jorel Nelson y Royce Isaacs)).

### Duke City Championship Wrestling (2024)
El 8 de enero de 2024, Fatu firmó con Duke City Championship Wrestling.

### WWE (2024-presente)
El domingo 7 de abril de 2024, Fightful Select y el Wrestling Observer Newsletter informaron que Fatu había firmado un acuerdo con la WWE.
Después de tantos rumores, el 21 de junio Fatu hizo su debut en SmackDown atacando brutalmente a Kevin Owens, Randy Orton y al Campeón Indiscutible Cody Rhodes, uniéndose al Linaje.
Participó en WWE Money in the Bank 2024,  junto a Solo Sikoa & Tama Tonga para luchar ante Cody Rhodes, Kevin Owens & Randy Orton. Lucha la cual lograron ganar.
El viernes 26 de agosto de 2024, Fatu y Tama Tonga lograron llevarse la victoria en una lucha por los Contendientes número 1 a los Campeonatos en Pareja de SmackDown.
La siguiente semana, el viernes 2 de agosto de 2024, Fatu y Tonga lograron ganar los Campeonatos en Pareja de SmackDown ante DIY (Johnny Gargano & Tommaso Ciampa).
Después de semanas de combates entre los dos,  Fatu derrotó a Strowman en un Last Man Standing match en el episodio del 4 de abril de SmackDown para poner fin a su rivalidad y ganar un combate por el Campeonato de los Estados Unidos de la WWE en WrestleMania 41. [ 49 ] En la noche 1 de WrestleMania 41 el 19 de abril, Fatu derrotó a LA Knight para ganar el título, marcando su primer campeonato individual en la WWE. [ 50 ] El 10 de mayo, en Backlash , Fatu defendió con éxito su título contra Knight, Damian Priest y Drew McIntyre en un combate fatal de cuatro esquinas con la ayuda de un debutante JC Mateo . [ 51 ] [ 52 ] El 7 de junio en Money in the Bank , Fatu traicionó a Sikoa después de atacarlo en el combate de escaleras homónimo , dejando The Bloodline y volviéndose face

## Campeonatos y logros
- All Pro Wrestling
  - APW Universal Heavyweight Championship (1 vez)
  - APW Worldwide Internet Championship (1 vez)
  - APW Tag Team Championship (1 vez) - con Josef Samael

- DEFY Wrestling
  - DEFY Tag Team 8XGP Championship (1 vez) – con The Almighty Sheik[1][2][3]

- House of Glory
  - HOG World Heavyweight Championship (1 vez)[4][5]

- Major League Wrestling/MLW
  - MLW World Heavyweight Championship (1 vez)[6][7][8]
  - MLW National Openweight Championship (1 vez)
  - Battle Riot (2022)

- Pacific Coast Wrestling
  - PCW ULTRA Heavyweight Championship (1 vez)[9][10]
  - PCW ULTRA Tag Team Championship (1 vez, actual) - con The Almighty Sheik[11][12]

- Supreme Pro Wrestling
  - SPW Tag Team Championship (1 vez) – con Journey Fatu[13][14][15]

- West Coast Pro Wrestling
  - WCPW Heavyweight Championship (1 vez)[16][17][18]

- World Wrestling Entertainment
  - WWE United States Championship (1 vez)
  - WWE Tag Team Championship (1 vez) – con Tama Tonga

- Pro Wrestling Illustrated
  - Situado en el Nº306 en los PWI 500 de 2019[19]
  - Situado en el Nº20 en los PWI 500 de 2020[20]